# Marija Petkova
Marija Dimitrova Vergova Petkova (Bulgaars: Мария Димитрова Вергова-Петкова) (Plovdiv, 3 november 1950) is een atleet uit Bulgarije.
Zowel op de Olympische Zomerspelen 1976 als op de Olympische Zomerspelen 1980 behaalde Petkova een zilveren medaille op het onderdeel discuswerpen.
In 1980 was Petkova houdster van het wereldrecord discuswerpen met 71,80 meter.
- World Athletics: 14357945